# Geolycosa fatifera
Geolycosa fatifera este o specie de păianjeni din genul Geolycosa, familia Lycosidae. A fost descrisă pentru prima dată de Nicholas Marcellus Hentz în anul 1842. Conform Catalogue of Life specia Geolycosa fatifera nu are subspecii cunoscute.